# Llista d'asteroides/183801-183900
| Nom      | Designació provisional | Data de descobriment | Lloc de descobriment | Descobridor/s    |
| -------- | ---------------------- | -------------------- | -------------------- | ---------------- |
| 183801 - | 2004 BS40              | 21 de gener de 2004  | Socorro              | LINEAR           |
| 183802 - | 2004 BD41              | 21 de gener de 2004  | Socorro              | LINEAR           |
| 183803 - | 2004 BX42              | 22 de gener de 2004  | Palomar              | NEAT             |
| 183804 - | 2004 BO43              | 22 de gener de 2004  | Socorro              | LINEAR           |
| 183805 - | 2004 BR44              | 22 de gener de 2004  | Socorro              | LINEAR           |
| 183806 - | 2004 BT48              | 21 de gener de 2004  | Socorro              | LINEAR           |
| 183807 - | 2004 BE49              | 21 de gener de 2004  | Socorro              | LINEAR           |
| 183808 - | 2004 BC52              | 21 de gener de 2004  | Socorro              | LINEAR           |
| 183809 - | 2004 BH53              | 22 de gener de 2004  | Socorro              | LINEAR           |
| 183810 - | 2004 BQ60              | 21 de gener de 2004  | Socorro              | LINEAR           |
| 183811 - | 2004 BJ62              | 22 de gener de 2004  | Socorro              | LINEAR           |
| 183812 - | 2004 BK63              | 22 de gener de 2004  | Socorro              | LINEAR           |
| 183813 - | 2004 BO63              | 22 de gener de 2004  | Socorro              | LINEAR           |
| 183814 - | 2004 BR64              | 22 de gener de 2004  | Socorro              | LINEAR           |
| 183815 - | 2004 BH70              | 22 de gener de 2004  | Socorro              | LINEAR           |
| 183816 - | 2004 BT70              | 22 de gener de 2004  | Socorro              | LINEAR           |
| 183817 - | 2004 BG71              | 22 de gener de 2004  | Socorro              | LINEAR           |
| 183818 - | 2004 BN76              | 24 de gener de 2004  | Socorro              | LINEAR           |
| 183819 - | 2004 BF77              | 22 de gener de 2004  | Socorro              | LINEAR           |
| 183820 - | 2004 BH77              | 22 de gener de 2004  | Socorro              | LINEAR           |
| 183821 - | 2004 BV77              | 22 de gener de 2004  | Socorro              | LINEAR           |
| 183822 - | 2004 BE79              | 22 de gener de 2004  | Socorro              | LINEAR           |
| 183823 - | 2004 BV81              | 26 de gener de 2004  | Anderson Mesa        | LONEOS           |
| 183824 - | 2004 BC83              | 28 de gener de 2004  | Kitt Peak            | Spacewatch       |
| 183825 - | 2004 BZ87              | 23 de gener de 2004  | Socorro              | LINEAR           |
| 183826 - | 2004 BF92              | 26 de gener de 2004  | Anderson Mesa        | LONEOS           |
| 183827 - | 2004 BO94              | 28 de gener de 2004  | Socorro              | LINEAR           |
| 183828 - | 2004 BV95              | 22 de gener de 2004  | Socorro              | LINEAR           |
| 183829 - | 2004 BD96              | 24 de gener de 2004  | Socorro              | LINEAR           |
| 183830 - | 2004 BS96              | 24 de gener de 2004  | Socorro              | LINEAR           |
| 183831 - | 2004 BE97              | 24 de gener de 2004  | Socorro              | LINEAR           |
| 183832 - | 2004 BZ98              | 27 de gener de 2004  | Kitt Peak            | Spacewatch       |
| 183833 - | 2004 BD103             | 29 de gener de 2004  | Socorro              | LINEAR           |
| 183834 - | 2004 BM104             | 23 de gener de 2004  | Socorro              | LINEAR           |
| 183835 - | 2004 BG105             | 24 de gener de 2004  | Socorro              | LINEAR           |
| 183836 - | 2004 BH105             | 24 de gener de 2004  | Socorro              | LINEAR           |
| 183837 - | 2004 BU108             | 28 de gener de 2004  | Catalina             | CSS              |
| 183838 - | 2004 BD109             | 28 de gener de 2004  | Kitt Peak            | Spacewatch       |
| 183839 - | 2004 BQ109             | 28 de gener de 2004  | Kitt Peak            | Spacewatch       |
| 183840 - | 2004 BP110             | 28 de gener de 2004  | Catalina             | CSS              |
| 183841 - | 2004 BR110             | 28 de gener de 2004  | Catalina             | CSS              |
| 183842 - | 2004 BS110             | 28 de gener de 2004  | Catalina             | CSS              |
| 183843 - | 2004 BW112             | 27 de gener de 2004  | Kitt Peak            | Spacewatch       |
| 183844 - | 2004 BD113             | 27 de gener de 2004  | Socorro              | LINEAR           |
| 183845 - | 2004 BQ114             | 29 de gener de 2004  | Anderson Mesa        | LONEOS           |
| 183846 - | 2004 BZ122             | 22 de gener de 2004  | Mauna Kea            | L. Allen         |
| 183847 - | 2004 BF124             | 18 de gener de 2004  | Palomar              | NEAT             |
| 183848 - | 2004 BN130             | 16 de gener de 2004  | Kitt Peak            | Spacewatch       |
| 183849 - | 2004 BO134             | 18 de gener de 2004  | Catalina             | CSS              |
| 183850 - | 2004 BA147             | 22 de gener de 2004  | Socorro              | LINEAR           |
| 183851 - | 2004 BA163             | 16 de gener de 2004  | Palomar              | NEAT             |
| 183852 - | 2004 BB163             | 27 de gener de 2004  | Catalina             | CSS              |
| 183853 - | 2004 CC2               | 12 de febrer de 2004 | Goodricke-Pigott     | Goodricke-Pigott |
| 183854 - | 2004 CG2               | 12 de febrer de 2004 | Desert Eagle         | W. K. Y. Yeung   |
| 183855 - | 2004 CN3               | 10 de febrer de 2004 | Palomar              | NEAT             |
| 183856 - | 2004 CS5               | 10 de febrer de 2004 | Catalina             | CSS              |
| 183857 - | 2004 CG6               | 10 de febrer de 2004 | Palomar              | NEAT             |
| 183858 - | 2004 CR7               | 10 de febrer de 2004 | Catalina             | CSS              |
| 183859 - | 2004 CM10              | 11 de febrer de 2004 | Anderson Mesa        | LONEOS           |
| 183860 - | 2004 CW12              | 11 de febrer de 2004 | Palomar              | NEAT             |
| 183861 - | 2004 CG13              | 11 de febrer de 2004 | Palomar              | NEAT             |
| 183862 - | 2004 CB14              | 11 de febrer de 2004 | Anderson Mesa        | LONEOS           |
| 183863 - | 2004 CE14              | 11 de febrer de 2004 | Anderson Mesa        | LONEOS           |
| 183864 - | 2004 CN15              | 11 de febrer de 2004 | Kitt Peak            | Spacewatch       |
| 183865 - | 2004 CN16              | 11 de febrer de 2004 | Kitt Peak            | Spacewatch       |
| 183866 - | 2004 CP17              | 12 de febrer de 2004 | Kitt Peak            | Spacewatch       |
| 183867 - | 2004 CP21              | 11 de febrer de 2004 | Anderson Mesa        | LONEOS           |
| 183868 - | 2004 CL35              | 11 de febrer de 2004 | Kitt Peak            | Spacewatch       |
| 183869 - | 2004 CP35              | 11 de febrer de 2004 | Catalina             | CSS              |
| 183870 - | 2004 CQ36              | 12 de febrer de 2004 | Kitt Peak            | Spacewatch       |
| 183871 - | 2004 CO40              | 12 de febrer de 2004 | Kitt Peak            | Spacewatch       |
| 183872 - | 2004 CT40              | 12 de febrer de 2004 | Kitt Peak            | Spacewatch       |
| 183873 - | 2004 CN42              | 11 de febrer de 2004 | Kitt Peak            | Spacewatch       |
| 183874 - | 2004 CR43              | 12 de febrer de 2004 | Kitt Peak            | Spacewatch       |
| 183875 - | 2004 CK50              | 13 de febrer de 2004 | Kitt Peak            | Spacewatch       |
| 183876 - | 2004 CU50              | 15 de febrer de 2004 | RAS                  | RAS              |
| 183877 - | 2004 CH51              | 13 de febrer de 2004 | Palomar              | NEAT             |
| 183878 - | 2004 CS53              | 11 de febrer de 2004 | Kitt Peak            | Spacewatch       |
| 183879 - | 2004 CM54              | 11 de febrer de 2004 | Catalina             | CSS              |
| 183880 - | 2004 CC57              | 11 de febrer de 2004 | Palomar              | NEAT             |
| 183881 - | 2004 CV57              | 14 de febrer de 2004 | Socorro              | LINEAR           |
| 183882 - | 2004 CV59              | 10 de febrer de 2004 | Palomar              | NEAT             |
| 183883 - | 2004 CK62              | 11 de febrer de 2004 | Palomar              | NEAT             |
| 183884 - | 2004 CW66              | 15 de febrer de 2004 | Socorro              | LINEAR           |
| 183885 - | 2004 CW69              | 11 de febrer de 2004 | Palomar              | NEAT             |
| 183886 - | 2004 CX69              | 11 de febrer de 2004 | Palomar              | NEAT             |
| 183887 - | 2004 CQ71              | 13 de febrer de 2004 | Palomar              | NEAT             |
| 183888 - | 2004 CW71              | 13 de febrer de 2004 | Palomar              | NEAT             |
| 183889 - | 2004 CY72              | 13 de febrer de 2004 | Kitt Peak            | Spacewatch       |
| 183890 - | 2004 CT74              | 11 de febrer de 2004 | Kitt Peak            | Spacewatch       |
| 183891 - | 2004 CG76              | 11 de febrer de 2004 | Palomar              | NEAT             |
| 183892 - | 2004 CO76              | 11 de febrer de 2004 | Kitt Peak            | Spacewatch       |
| 183893 - | 2004 CP76              | 11 de febrer de 2004 | Palomar              | NEAT             |
| 183894 - | 2004 CV76              | 11 de febrer de 2004 | Palomar              | NEAT             |
| 183895 - | 2004 CZ77              | 11 de febrer de 2004 | Palomar              | NEAT             |
| 183896 - | 2004 CD79              | 11 de febrer de 2004 | Palomar              | NEAT             |
| 183897 - | 2004 CS79              | 11 de febrer de 2004 | Palomar              | NEAT             |
| 183898 - | 2004 CU81              | 12 de febrer de 2004 | Kitt Peak            | Spacewatch       |
| 183899 - | 2004 CW81              | 12 de febrer de 2004 | Kitt Peak            | Spacewatch       |
| 183900 - | 2004 CU82              | 12 de febrer de 2004 | Kitt Peak            | Spacewatch       |